# Муйрон-ле-Каптиф
Муйрон-ле-Каптиф (фр. Mouilleron-le-Captif) — коммуна на западе Франции, регион Пеи-де-ла-Луар, департамент Вандея, округ Ла-Рош-сюр-Йон, кантон Ла-Рош-сюр-Йон-1. Пригород Ла-Рош-сюр-Йона, расположен в 5 км к северу от  него, в 12 км от автомагистрали А87, на обеих берегах реки Амбуаз. 
Население (2019) — 4 971 человек.

## История
В деревне Амбуа, расположенной в двух километрах к югу от центра коммуны, были обнаружены предметы жизни людей галло-римского периода. Около 1123 года монахи-августинцы из аббатства Сен-Венсан в Ньёль-сюр-л’Отизе основали здесь приорат под названием Ла-Канони, потому что они были канониками ордена Святого Августина. К нашему времени от него ничего не сохранилось.
Как и почти все населенные пункты Вандеи, поселок пострадал от последствий Вандейского мятежа: 6 февраля 1794 года «адская колонна» генерал-адъютанта Дюфура сожгла Муйрон.
В 60-х годах XX века начался исход населения из сельских глубинок в районе реки Йон. Это привело к строительству новых жилых комплексов и росту населения коммуны более чем в три раза за двадцать пять лет.
7 июня 1972 года префект Вандеи обнародовал проект объединения коммун Муйрон-ле-Каптиф и Ла-Рош-сюр-Йон, но ни один из муниципальных советов не поддержал такое объединение.

## Достопримечательности
- Церковь Святого Мартина Турского
- Шато Бопюи 1871 года
- Спортивный и культурный комплекс Вандеспас

## Экономика
Структура занятости населения:
- сельское хозяйство — 1,0 %
- промышленность — 34,3 %
- строительство — 4,6 %
- торговля, транспорт и сфера услуг — 44,6 %
- государственные и муниципальные службы — 15,5 %

Уровень безработицы (2019) — 5,6 % (Франция в целом —  12,9 %, департамент Вандея — 10,5 %). 

Среднегодовой доход на 1 человека, евро (2019) — 24 320 (Франция в целом — 21 930, департамент Вандея — 21 550).

## Демография
Динамика численности населения, чел.

## Администрация
Пост мэра Муйрон-ле-Каптифа с 2018 года занимает Жаки Годар (Jacky Godard). На муниципальных выборах 2020 года возглавляемый им правый список был единственным.
| Период | Период | Фамилия       | Партия                                             | Примечания                                                |
| ------ | ------ | ------------- | -------------------------------------------------- | --------------------------------------------------------- |
| 1971   | 1983   | Андре Нику    |                                                    | садовник                                                  |
| 1983   | 2018   | Филипп Дарниш | Союз за французскую демократию Движение за Францию | фармацевт, член Генерального совета департамента, сенатор |
| 2018   |        | Жаки Годар    | Разные правые                                      | банковский работник                                       |

## Прочее
14 сентября 2012 года на востоке коммуны был открыт Вандеспас, спортивный и культурный комплекс департамента Вандея. Он принимал чемпионат Европы по бадминтону 26 апреля - 1 мая 2016 года, женский чемпионат Европы по баскетболу в 2013 году, чемпионат Франции по настольному теннису с 28 февраля по 2 марта 2014 года, этап Кубка мира по прыжкам на батуте и акробатике с 8 по 11 октября 2015 года, теннисные матчи 1/8 финала Кубка Дэвиса 2014 года между Францией и Австралией и четвертьфинал Кубка Федерации 2018 года между Францией и Бельгией, а также многие другие соревнования. Комплекс также является популярной музыкальной площадкой, в нем регулярно выступают артисты из Франции и других стран.
С 1998 года каждый год в сентябре проводится музыкальный фестиваль Face & Si.

## Галерея

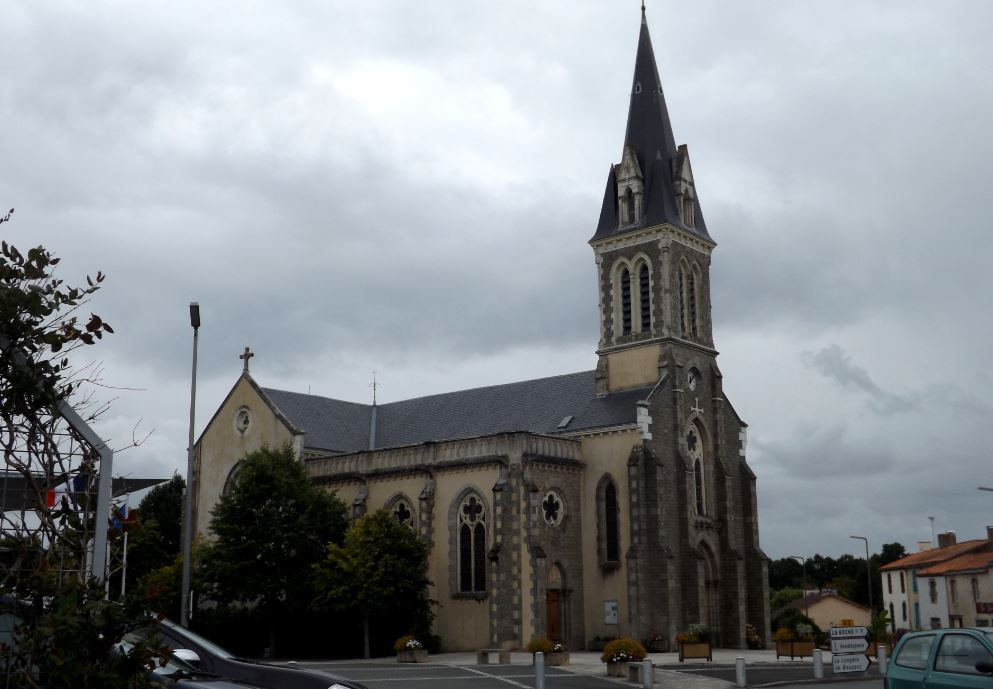
Церковь Святого Мартина
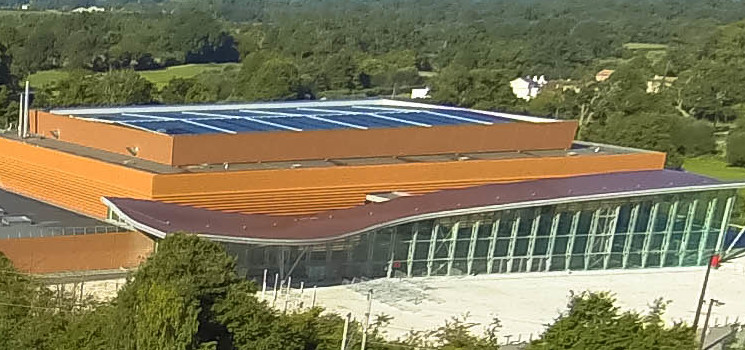
Культурно-спортивный комплекс Вандеспас